# إدارات هايتي
تنقسم جمهورية هايتي إدارياً إلى 10 إدارات (بالفرنسية: Département ) في المستوى الإداري الأول . وفي المستوى الثاني تنقسم الإدارات إلى 42 دائرة (Arrondissement ) وفي المستوى الثالث تنقسم الدوائر إلى 140 شعبية (Communes ) وتنقسم في المستوى الرابع إلى 570 قسم شعبية (Communal Section) .
مستوى أول: إدارات.
مستوى ثاني: دوائر.
مستوى ثالث: شعبيات.
مستوى رابع: أقسام شعبية.
قد يتم تغير عدد الإدارات في المستقبل القريب بسبب نية الحكومة لزيادة العدد من 10 إلى 14 وقد يصل إلى عدد 16 إدارة.

## قائمة الإدارات
1. إدارة أرتيبونيت
2. الإدارة الوسطى
3. إدارة أنس الكبرى
4. إدارة نيبيس
5. الإدارة الشمالية
6. الإدارة الشمال شرقية
7. الإدارة الشمال غربية
8. الإدارة الغربية
9. الإدارة الجنوب شرقية
10. الإدارة الجنوبية

## ديموغرافية
الجدول التالي يحتوي على الإدارات والمدن التي تعتبر عاصمة لها.

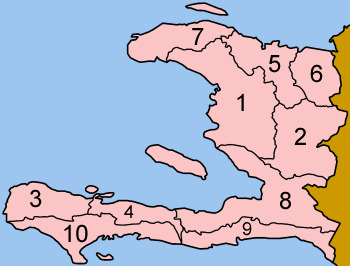
الأرقام تمثل ما يقابلها في الجدول

| الإدارة                         | العاصمة                      | المساحة (كم²) | تعداد السكان | العدد على الخريطة |
| ------------------------------- | ---------------------------- | ------------- | ------------ | ----------------- |
| إدارة أرتيبونيت Artibonite      | غوناييف Gonaïves             | 4,984         | 1,168,800    | 1                 |
| الإدارة الوسطى Centre           | هنش Hinche                   | 3,675         | 564,200      | 2                 |
| إدارة أنس الكبرى Grand'Anse     | جيريمي Jérémie               | 1,912         | 337,516      | 3                 |
| إدارة نيبيس Nippes              | ميراغوان Miragoâne           | 1,267         | 266,379      | 4                 |
| الإدارة الشمالية Nord           | كاب هايتيان Cap-Haïtien      | 2,106         | 872,200      | 5                 |
| الإدارة الشمال شرقية Nord-Est   | فورت ليبرتي Fort-Liberté     | 1,805         | 283,800      | 6                 |
| الإدارة الشمال غربية Nord-Ouest | بورت دي بيه Port-de-Paix     | 2,176         | 488,500      | 7                 |
| الإدارة الغربية Ouest           | بورت أو برانس Port-au-Prince | 4,827         | 2,943,200    | 8                 |
| الإدارة الجنوب شرقية Sud-Est    | جاكميل Jacmel                | 2,023         | 518,200      | 9                 |
| الإدارة الجنوبية Sud            | ليس كايس Les Cayes           | 2,794         | 745,000      | 10                |

## روابط خارجية
- Code Postal Haitien